# Lebiasinidae
Lebiasinidae é uma família de peixes actinopterígeos pertencentes à ordem Characiformes.

## Classificação
Subfamília Lebiasininae
Lebiasina
Piabucina Derhamia

Subfamília Pyrrhulininae
Copeina
Copella
Pyrrhulina
Nannostomus